# Kyōto International Manga Museum

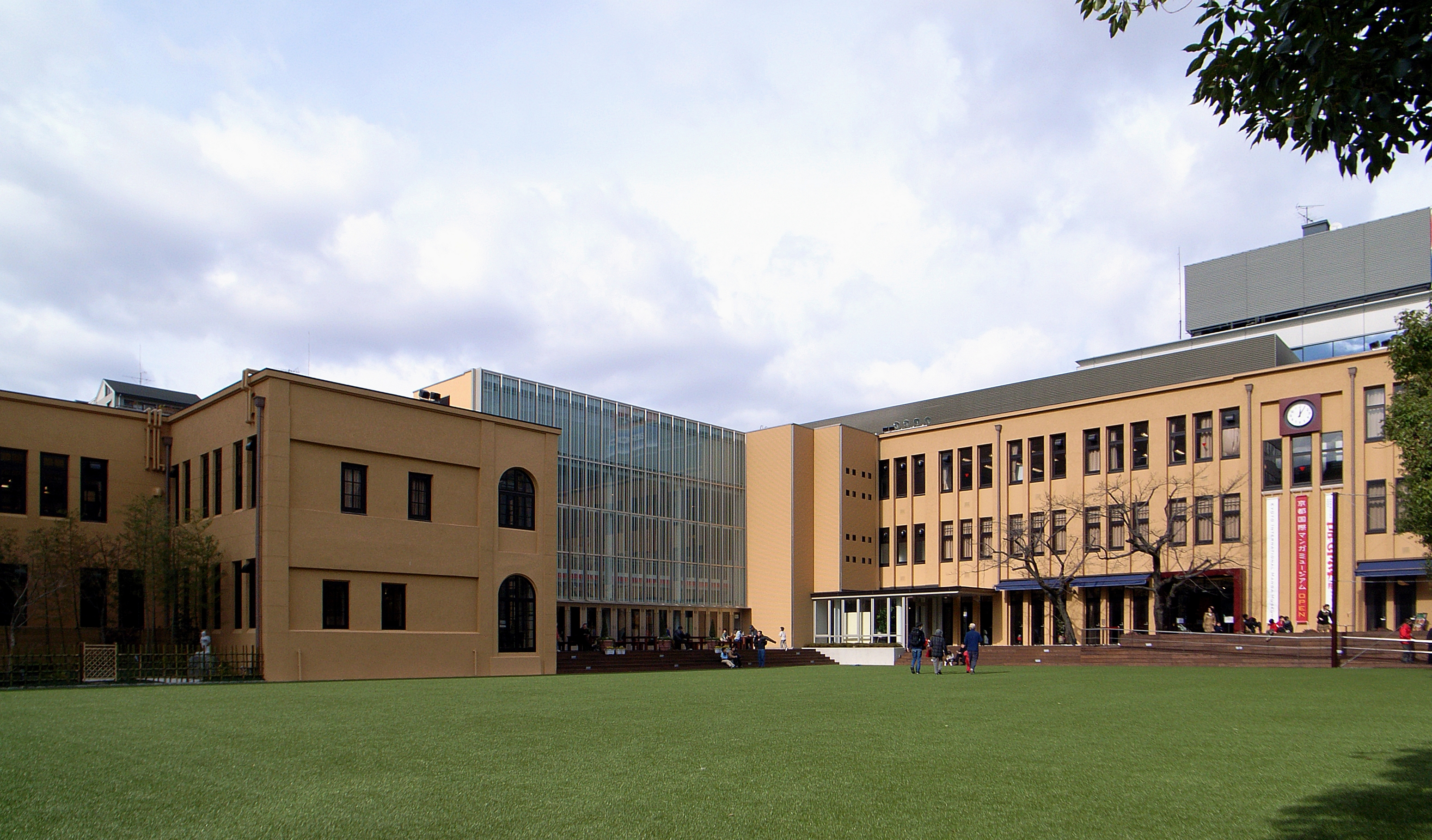
Kyōto International Manga Museum 2007

Das Kyoto International Manga Museum (engl. für das Kyōto kokusai manga museum, japanisch 京都国際マンガミュージアム Kyōto kokusai manga myūjiamu) ist ein Museum in Kyōto, das den Manga gewidmet und das größte seiner Art in Japan ist.

## Gebäude und Geschichte

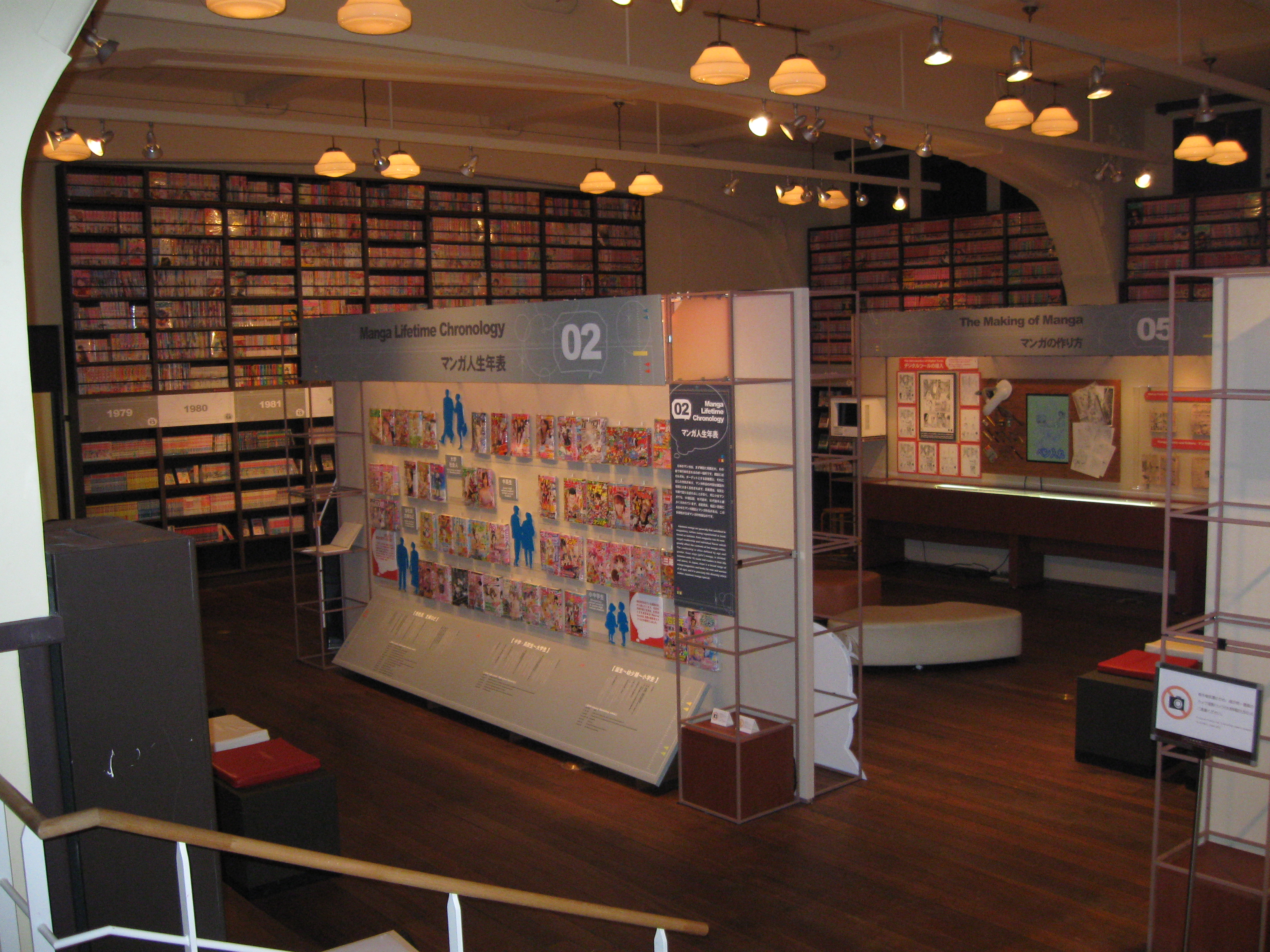
Kyōto International Manga Museum Hauptausstellung 2010

Das Kyōto International Manga Museum wurde 2006 nahe der Kreuzung Karasumaru-Oike im Bezirk Nakagyō in dem ehemaligen Schulgebäude der Tatsuike Grundschule aus dem Jahre 1929 eröffnet. Es erstreckt sich über drei Stockwerke und ein Untergeschoss. Innen sind die meisten seiner Wände mit Bücherregalen versehen, die eine sehr große Manga-Sammlung beherbergen und insgesamt eine Länge von 200 Metern haben. Es wurde von der Stadt Kyōto und der Kyōto Seika Universität mit dem Ziel gegründet, Manga zu sammeln, erhalten und erforschen sowie auszustellen. Damit stellt es eine neue Art der kulturellen Einrichtung dar, die Museums- mit Bibliotheksfunktion vereint.

## Ausstellung
Das Museum besitzt eine Sammlung von etwa 300.000 Objekten. Ungefähr 50.000 Manga aus der Sammlung sind in den Regalen der Ausstellungsräume platziert und können, solange das auf dem Gelände des Museums geschieht, jederzeit gelesen werden. Dadurch hat dieses Museum auch den Charakter einer Bibliothek. Die Museumssammlung reicht von Karikatur-Holzschnitten aus der Edo-Zeit über Zeitschriften aus der Meiji-, Taishō- und frühen Shōwa-Zeit bis hin zu Werken aus Leihbüchern der Nachkriegszeit und modernen, populären Serien sowie Publikationen aus dem Ausland. Die ältesten Manga sind aus den 70er Jahren, aber die Sammlung reicht bis in die Gegenwart.
Ein Teil der Ausstellungsfläche ist Manga aus anderen Ländern und Übersetzungen gewidmet, denn zusätzlich zu seiner umfangreichen Sammlung einheimischer Manga zielt das Museum auch auf die Entwicklung von Manga auf internationaler Ebene ab. Daher werden sowohl Werke internationaler Mangaka ausgestellt, als auch nicht einheimische Künstler an den Manga-bezogenen Museumsveranstaltungen beteiligt.
Neben der ständigen werden auch temporäre Ausstellungen zu verschiedenen Themen gezeigt. Außerdem befinden sich im Museum Exponate der ehemaligen Schule, die sich früher in diesem Gebäude befand. Eine besondere Attraktion stellt das Manga-Studio dar, wo gezeigt wird, wie ein Manga von der schwarz-weißen Skizze bis zum farbigen Endprodukt entsteht. Zur Erinnerung an den Museumsbesuch bietet die Portrait Corner die Möglichkeit, sich von einem Mangaka zeichnen zu lassen, entweder in seinem eigenen Stil oder in der Art des Anime.
Im Atrium des Museums befindet sich seit 2009 eine Phönix-Skulptur, der von Mangaka Osamu Tezuka kreierte Hinotori (火の鳥 Feuervogel). Hinotori soll den großen Beitrag Tezukas zur Entstehung der japanischen Manga würdigen. Die Skulptur mit den weit geöffneten Schwingen hat eine Breite von 11 Metern und eine Höhe von 4,5 Metern, sie besteht aus Holz.
Im zweiten Stock des Museums sind Gipsabdrücke der Hände bekannter Mangaka ausgestellt. Jede Hand hält einen dünnen Stift, der gerade benutzt zu werden scheint. Daneben ist auch jeweils ein Beispiel ihrer Manga-Zeichnungen platziert. Unter den so geehrten Künstlerinnen und Künstlern sind Miyako Maki, Kazuo Koike, Moyoco Anno, Hayao Miyazaki, Nicolas de Crécy, Eiko Hanamura und zahlreiche andere.
Abbildungen der für Kyōto typischen Maiko sind ebenfalls zu sehen. Es gibt über 100 Maiko Zeichnungen von bekannten Mangaka, deren Zusammenstellung durch die Japan Cartoonists Association ermöglicht wurde.
Das Museum verfügt auch über einen Museumsshop und ein Café, dessen Wände von Mangaka verziert wurden. Bereits 2010 konnte ein amerikanisches Mädchen als millionste Besucherin gefeiert werden und 2023 begrüßte man den vier millionsten Besucher. Dem Museum wurden mehrfach Auszeichnungen verliehen: 2009 bekam es den Kulturpreis Kyoto Souzousha Taisho, 2012 den 41. Preis der Japan Cartoonist Association und 2016 den 20. Tezuka Osamu Cultural Preis.
Der Eintritt beträgt für Erwachsene 900 Yen (Stand 2023).